# لا بويبلا دي أراغونزو
بلدية لا بويبلا دي أراغونزو (بالإسبانية: La Puebla de Arganzón)‏، هي إحدى بلديات مقاطعة برغش، التي تقع في منطقة قشتالة وليون، والتي تقع في شمال غرب إسبانيا.
يبلغ عدد سكانها 412 نسمة وفقاً لإحصائية سنة (2002).